# Атанас Илиев (революционер)
Вижте пояснителната страница за други личности с името Атанас Илиев.
Атанас Михайлов Илиев е български революционер, участник в Руско-турската война от 1877 – 1878 година.

## Биография
Илиев е роден в 1850 година в неврокопското село Белотинци, тогава в Османската империя, днес в Гърция. Учи в родното си село. Участва като доброволец в Сръбско-турската война в 1876 година, като получава сребърен медал „За храброст“ от сръбското правителство. След войната емигрира в Румъния. При избухването на Руско-турската война през април 1877 година постъпва в 4 рота на 5 дружина на Българското опълчение. Награден е с орден „Свети Георги“ IV степен.
В 1885 година взима участие в Сръбско българската война и е награден с българския орден „За храброст“ IV степен.
Илиев умира в София в 1915 година.